# Liste der Flaggen in Sachsen
Die Liste der Flaggen in Sachsen enthält die Flaggen der Land- und Stadtkreise des Freistaates Sachsen.

## Landesflagge und Dienstflagge
| Bundesland | Hissflagge       | Kommentare |
| ---------- | ---------------- | --- |
| Sachsen    | Landesflagge 3:5 | Durch Gesetz festgelegt am 3. Oktober 1990: „Die Landesfarben sind Weiß und Grün. Das Landeswappen zeigt im neunmal von Schwarz und Gold geteilten Feld einen schrägrechten grünen Rautenkranz. Das Nähere bestimmt ein Gesetz.“ „Die wappenführenden Stellen, mit Ausnahme der Mitglieder des Landtags und der Notare, sind berechtigt, auf der Landesflagge das Wappen zu zeigen (Landesdienstflagge).“ „1. Die Landesflagge besteht aus zwei gleich breiten Querstreifen, oben weiß, unten grün; das Verhältnis der Höhe zur Länge des Fahnentuches ist 3 zu 5. Die Landesflagge kann auch in Form eines Banners geführt werden. Das Banner besteht aus zwei gleich breiten Längsstreifen, links weiß, rechts grün. 2. Die Dienstflagge der Landesbehörden (Landesdienstflagge) besteht aus der Landesflagge (siehe Nummer 1) zusätzlich mit dem mittig angeordneten sowie in den weißen und den grünen Streifen je zur Hälfte übergreifenden Landeswappen in einfacher Schildform darauf; das Verhältnis der Höhe zur Länge des Flaggentuches ist 3 zu 5. Wird die Landesdienstflagge in Bannerform verwendet, ist das Landeswappen parallel zu den Längsstreifen, in den weißen und den grünen Teil je zur Hälfte übergreifend, mittig ausgerichtet.“ |
| Sachsen    | Dienstflagge 3:5 | Durch Gesetz festgelegt am 3. Oktober 1990: „Die Landesfarben sind Weiß und Grün. Das Landeswappen zeigt im neunmal von Schwarz und Gold geteilten Feld einen schrägrechten grünen Rautenkranz. Das Nähere bestimmt ein Gesetz.“ „Die wappenführenden Stellen, mit Ausnahme der Mitglieder des Landtags und der Notare, sind berechtigt, auf der Landesflagge das Wappen zu zeigen (Landesdienstflagge).“ „1. Die Landesflagge besteht aus zwei gleich breiten Querstreifen, oben weiß, unten grün; das Verhältnis der Höhe zur Länge des Fahnentuches ist 3 zu 5. Die Landesflagge kann auch in Form eines Banners geführt werden. Das Banner besteht aus zwei gleich breiten Längsstreifen, links weiß, rechts grün. 2. Die Dienstflagge der Landesbehörden (Landesdienstflagge) besteht aus der Landesflagge (siehe Nummer 1) zusätzlich mit dem mittig angeordneten sowie in den weißen und den grünen Streifen je zur Hälfte übergreifenden Landeswappen in einfacher Schildform darauf; das Verhältnis der Höhe zur Länge des Flaggentuches ist 3 zu 5. Wird die Landesdienstflagge in Bannerform verwendet, ist das Landeswappen parallel zu den Längsstreifen, in den weißen und den grünen Teil je zur Hälfte übergreifend, mittig ausgerichtet.“ |

## Landkreise
Entstanden nach der Kreisreform vom 1. August 2008
| Kreis                                      | Hissflagge         | Banner | Kommentare |
| ------------------------------------------ | ------------------ | ------ | --- |
| Landkreis Bautzen                          | führt keine Flagge |        | keine offizielle Flagge |
| Erzgebirgskreis                            |                    |        | Genehmigt durch die Landesdirektion Chemnitz am 18. Dezember 2008: „Zwei gleich breite Querstreifen in den Farben Grün-Weiß mit in der Mitte aufgelegtem Landkreiswappen.“ Wappenbeschreibung: „In Gold über einem grünen Berg, worin schräggekreuzt ein silberner Schlägel und ein silbernes Eisen, schreitend, ein rot bewehrter und gezungter schwarzer Löwe.“ |
| Landkreis Görlitz                          |                    |        | Genehmigt durch die Landesdirektion Dresden am 21. April 2009: „Die Flagge des Landkreises Görlitz zeigt auf einer von Gelb und Blau längsgestreiften Flaggenbahn in der oberen Hälfte das Kreiswappen.“ Wappenbeschreibung: „Halbgespalten und mit dreigezinnter schwarz gefugter goldener Mauer geteilt, der Spalt belegt mit einem silbernen Faden; vorn in Blau ein goldener Schild, darin ein rot bewehrter und gezungter schwarzer Adler mit silbernem Brustmond, dessen Höhlung besetzt mit einem Kreuz; hinten in Rot ein golden bekrönter steigender doppelschwänziger silberner Löwe mit goldener Bewehrung und ausgeschlagener Zunge; die Mauer belegt mit einem dreiblättrigen grünen Lindenzweig.“ |
| Landkreis Leipzig                          |                    |        | Die Landkreis Leipzig führt keine offizielle Flagge. Lokal wird jedoch eine weiße Flagge mit dem Kreiswappen verwendet. |
| Landkreis Meißen                           | 2:3                | 2:5    | Genehmigt durch die Landesdirektion Dresden am 27. April 2009: „Auf gelbem Grund zwischen zwei waagerecht angeordneten roten Streifen ein schwarzer Löwe mit roter Zunge und roter Bewehrung.“ Wappenbeschreibung: „In goldenem Schild mit rotem Innenbord schwarzer Löwe mit roter Zunge und roter Bewehrung.“ |
| Landkreis Mittelsachsen                    |                    |        | Genehmigt durch die Landesdirektion Chemnitz am 10. Juni 2009: „Die Flagge des Landkreises Mittelsachsen zeigt auf einer von Gelb und Schwarz längsgestreiften Flaggenbahn in der oberen Hälfte das Kreiswappen.“ Wappenbeschreibung: „Schlägel und Eisen stehen für den Altkreis Freiberg. Der Löwe für die Markgrafschaft Meißen, der alle drei Kreise als Bergbauregion angehörten. Die drei Wellenbalken entstammen dem alten Kreiswappen von Mittweida und die drei Wecken sind dem Wappen der Burggrafschaft Leisnig entlehnt, welche sich auf dem Gebiet des Kreises Döbeln innerhalb der Markgrafschaft Meißen befand.“                                                                                 |
| Landkreis Nordsachsen                      |                    |        | Genehmigt durch die Landesdirektion Leipzig am 10. Dezember 2008: „Drei gleich breite Querstreifen in den Farben Gelb-Blau-Gelb mit in der Mitte aufgelegtem Landkreiswappen, welches gleichmäßig in die beiden gelben Streifen hinein reicht. Die Flagge als Hochformat (Banner) besteht aus drei gleich breiten Längsstreifen in den Farben Gelb-Blau-Gelb und trägt in der oberen Hälfte das senkrechte Landkreiswappen, das gleichmäßig in die beiden gelben Streifen hinein reicht.“ Wappenbeschreibung: „In Gold zwischen zwei blauen Wellenpfählen ein aufgerichteter rot bewehrter und gezungter schwarzer Löwe.“                                                                                       |
| Landkreis Sächsische Schweiz-Osterzgebirge | führt keine Flagge |        | Der Landkreis Sächsische Schweiz-Osterzgebirge führt zwar Wappen (genehmigt am 26. November 2008) und Dienstsiegel, aber keine eigene Flagge. Das Wappen zeigt „Durch eine eingebogene silberne Spitze, worin schräggekreuzt ein schwarzer Hammer und ein schwarzer Schlägel, gespalten; vorn in Grün schrägrechter silberner Wellenbalken; hinten in Gold rot bewehrter und bezungter schwarzer Löwe.“ |
| Vogtlandkreis                              |                    |        | Genehmigt durch das Regierungspräsidium Chemnitz am 21. März 1996: „Die Flagge des Vogtlandkreis zeigt auf einer von Gelb und Schwarz längsgestreiften Flaggenbahn in der oberen Hälfte das Kreiswappen.“ Wappenbeschreibung: „Gespalten, vorn in Schwarz rot bewehrter und gezungter gekrönter goldener Löwe, hinten in gold rot bewehrter und gezungter schwarzer Adler.“ |
| Landkreis Zwickau                          |                    |        | Genehmigt durch die Landesdirektion Chemnitz am 4. Dezember 2009: „Die Flagge ist Rot – Weiß (1:1) gestreift mit in der Mitte aufgelegtem Landkreiswappen. Gestaltet wurden Wappen und Flagge vom Heraldiker Ulrich Hellem aus Halle an der Saale.“ Wappenbeschreibung: „Gespalten, vorn in Blau ein in Gold und Silber geteilter, rot bewehrter Löwe; hinten dreimal von Rot und Silber schrägrechts geteilt.“ |

## Ehemalige Landkreise
| Kreis                       | Hissflagge | Banner | Kommentare |
| --------------------------- | ---------- | ------ | --- |
| Landkreis Annaberg          |            |        | Die Kreisflagge wurde am 25. Mai 1994 durch das Regierungspräsidium Chemnitz genehmigt                                  |
| Landkreis Aue-Schwarzenberg |            |        | Die weiße Flagge mit dem Kreiswappen wurde am 3. Mai 2005 genehmigt.                                                    |
| Landkreis Bautzen           |            |        | Der Kreis benutzt eine inoffizielle Flagge seit 2000                                                                    |
| Landkreis Chemnitzer Land   |            |        | Die Flagge wurde am 24. März 2000 durch das Regierungspräsidium Chemnitz genehmigt, allerdings schon seit 1994 benutzt. |
| Landkreis Delitzsch         |            |        | Der Landkreis benutzte seit 1992 eine weiße Flagge mit Wappen für den Flughafen Leipzig-Halle.                          |
| Landkreis Döbeln            |            |        | Die Kreisflagge wurde am 4. Januar 1999 durch das Regierungspräsidium Leipzig genehmigt                                 |
| Landkreis Freiberg          |            |        | Die Kreisflagge wurde am 30. Januar 1997 durch das Regierungspräsidium Leipzig genehmigt                                |
| Landkreis Leipziger Land    |            |        | Der Landkreis benutzte seit 1998 eine weiße Flagge mit Wappen für den Flughafen Leipzig-Halle.                          |
| Landkreis Meißen            |            |        | Die Kreisflagge wurde am 19. Juli 1999 durch das Regierungspräsidium Dresden genehmigt                                  |
| Mittlerer Erzgebirgskreis   |            |        | Die Kreisflagge wurde am 12. Januar 1995 durch das Regierungspräsidium Chemnitz genehmigt                               |
| Landkreis Mittweida         |            |        | Die Kreisflagge wurde am 1. Dezember 1995 durch das Regierungspräsidium Chemnitz genehmigt                              |
| Landkreis Riesa-Großenhain  |            |        | Die Kreisflagge wurde am 11. Mai 1995 durch das Regierungspräsidium Dresden genehmigt                                   |
| Landkreis Stollberg         |            |        | Die Kreisflagge wurde am 13. März 1995 durch das Regierungspräsidium Chemnitz genehmigt                                 |
| Landkreis Torgau-Oschatz    |            |        | Die Kreisflagge wurde am 15. April 1996 durch das Regierungspräsidium Leipzig genehmigt                                 |
| Weißeritzkreis              |            |        | Die Kreisflagge wurde am 27. Februar 1996 durch das Regierungspräsidium Dresden genehmigt                               |

## Ehemalige Landkreise bis 1994
| Kreis                                                          | Hissflagge | Banner | Kommentare |
| -------------------------------------------------------------- | ---------- | ------ | --- |
| Kreis Auerbach 1. Januar 1996 zum Vogtlandkreis                |            |        | Am 13. Dezember 1990 beschloß der Kreistag eine Kreisflagge: Gelb-Schwarz mit mittig aufgelegem Wappen.                                                                                             |
| Kreis Leipzig-Land 1. August 1994 zum Landkreis Leipziger Land |            |        | Der Landkreis benutzte seit ca. 1992 bis 97 eine weiße-grüne Flagge mit Wappen für den Flughafen Leipzig-Halle.                                                                                     |
| Kreis Plauen-Land 1. Januar 1996 zum Vogtlandkreis             |            |        | "Die Hauptsatzung des Landkreises wurde später- zu einem nicht exakt fixierte Datum- ergänzt um : Der Kreis führt eine Flagge mit den Farben gelb-schwarz, die in der Mitte das Kreiswappen zeigt." |
| Kreis Zschopau 1. August 1994 zum Mittleren Erzgebirgskreis    |            |        | Der Kreistag nahm am 6. Dezember 1990 ein dreistreifige Flagge blau-weiß-grün an. Der Gebrauch ist nicht sicher.                                                                                    |

## Stadtkreise

### Chemnitz

Farben 1904 genehmigt[21], am 27. März 1991 wiedereingeführt
Flagge nach Foto
Chemnitz Schmuckfahne
Siegmar-Schönau, am 1. Juli 1950 eingemeindet, Flagge am 26. November 1936 genehmigt
Einsiedel, am 1. Januar 1997 eingemeindet, Flagge am 11. November 1938 genehmigt

### Dresden

Farben 1898 genehmigt
Flagge 1990–93
Flagge seit 1993
Klotzsche, am 1. Juli 1950 eingemeindet, Flagge am 27. Mai 1937 genehmigt
Klotzsche, am 1. Juli 1950 eingemeindet, Flagge am 13. Juni 1949 angenommen
Weixdorf, am 1. Januar 1999 eingemeindet, Flagge am 30. April 1994 genehmigt

### Leipzig

Farben 1898 genehmigt
Nachweis 1934[31], 1992
Liebertwolkwitz, eingemeindet am 1. Januar 1999, Flagge am 14. Januar 1994 genehmigt
Wiederitzsch, am 1. Januar 1999 eingemeindet, Flagge nach Foto